# Burning Man (film)
Pour plus de détails, voir Fiche technique et Distribution.
Burning Man est un film australien réalisé par Jonathan Teplitzky, sorti en 2011.

## Synopsis
Tom Keaton est le chef cuisinier d'un restaurant de Bondi. À la mort de sa femme Sarah, d'un cancer, Tom s'enfonce dans un comportement autodestructeur et irresponsable dont la principale victime est Oscar, son fils de huit ans. Karen, la sœur de Sarah, et Miriam, une thérapeute, essaient d'aider Tom à remonter la pente. 

## Fiche technique
- Réalisation : Jonathan Teplitzky
- Scénario : Jonathan Teplitzky
- Photographie : Garry Phillips
- Montage : Martin Connor
- Musique : Lisa Gerrard
- Pays d'origine :  Australie
- Langue originale : anglais
- Genre : drame
- Durée : 110 minutes
- Dates de sortie : 
  -  Australie : 17 novembre 2011

## Distribution
- Matthew Goode : Tom
- Bojana Novakovic : Sarah
- Essie Davis : Karen
- Rachel Griffiths : Miriam
- Kerry Fox : Sally
- Jack Heanly : Oscar
- Anthony Hayes : Brian
- Kate Beahan : Lesley
- Gia Carides : Carol
- Marta Dusseldorp : Lisa
- Dan Wyllie : Darren
- Robyn Malcolm : Kathryn
- Simone Kessell : le professeur d'Oscar

## Accueil
Le film obtient 74 % de critiques positives, avec une note moyenne de 7,6/10 et sur la base de 23 critiques collectées, sur le site Rotten Tomatoes.
Lors de la 2e cérémonie des Australian Academy of Cinema and Television Arts Awards, le film a été nommé dans dix catégories, dont celle du meilleur film, mais n'a remporté aucune récompense.